# Stazione di Minervino Murge
La stazione di Minervino Murge è una stazione ferroviaria posta sulla linea Barletta–Spinazzola, a servizio della città di Minervino Murge.

## Dati ferroviari
Si contano 2 binari passanti per il servizio passeggeri muniti di 2 banchine e collegati tra loro tramite una passerella sui binari.